# Eloïsa de Coulombs
Eloïsa, Heloïsa o Elisa, en francès Héloïse, de Coulombs (també anomenada Helvise o Helwisa) fou una noble, després monja reclosa que visqué vora l'abadia benedictina de Coulombs (diòcesi de Chartres). És venerada com a beata per l'Església catòlica.

## Biografia
De família probablement noble, Eloïsa era esposa del comte Hug II de Meulan Cap d'Ossa. En quedar vídua i molt devota i religiosa, deixà a l'abadia de Notre-Dame de Coulombs les seves propietats de Lainville, Lesseville, Montalet-le-Bois, Montreuil-sur-Epte, Meulan i Jambville; l'abat Berenguer rebé en 1033 les parròquies i les seves rendes i la meitat de les terres corresponents. Casada amb Alexandre Azzelin, de qui tingué diversos fills, entre els quals Jofré, que seria abat de Coulombs. Novament vídua, va decidir retirar-se del món i visqué com a reclosa, fent vida eremítica vora l'abadia de Coulombs, de qui depenia espiritualment. Va fer-se construir una cel·la, tocant al mur de l'església, on visqué tancada la resta de la seva vida. Fins que hi morí, abans de 1060, fou tinguda per santa. Morí un 8 de gener, segons l'obituari de la catedral de Chartres. Deixà a l'abadia altres terres, com les d'Anthieux (diòcesi d'Évreux).

## Veneració
Proclamada beata, la seva festa se celebra el dia 11 de febrer, i sovint és designada com a santa Helvisa. Part de les seves restes són a la parròquia de Saint Chéron de Coulombs (Eure i Loir), en un bust reliquiari; la seva tomba s'havia perdut ja al segle xvii.